# 开元通宝

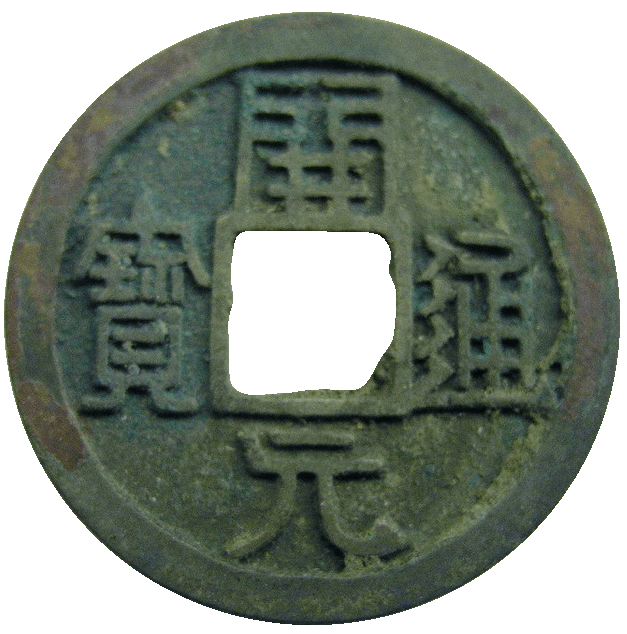
开元通宝

开元通宝是唐高祖武德四年七月十日，即公元621年8月2日，铸行的一种货币，是唐代流行时间最长，最重要的流通货币。币面钱文上下右左直读为“开元通宝”，上右下左回旋读为“开通元宝”。
“开元通宝”虽然为唐代的主流钱币，但并非年号钱，在唐朝289年时间里也铸行过年号钱，如唐高宗的“乾封泉宝”（始铸于公元666年）、唐肅宗的“乾元重宝”（始铸于公元758年）、唐代宗的“大历元宝”（始铸于公元766年）、唐德宗的“建中通宝”（始铸于公元780年）、唐武宗的“会昌开元”、唐懿宗的“咸通玄宝”（始铸于公元870年），还有史思明的“顺天元宝”，和非年号钱“得壹元宝”（始铸于公元760年），以上以“宝”字命名的钱币最为多见，其中“大历元宝”、“建中通宝”和“咸通玄宝”为地方官铸，这些钱币发行量不大，而唐朝始终以“开元通宝”为主要通货。唐朝以后的各朝各代钱币也以“通宝”、“元宝”或“重宝”等命名。

## 历史
唐高祖建国不久后，在621年废止使用长达739年之久的以重量命名的五铢钱，始铸开元通宝，「开元」意为开辟新纪元，「通宝」意为通行宝货，规定每10文重1两，实行制钱制度。宣告了自秦以来铢、两货币体系的终结，从此重量单位两以下不用铢，改作文；钱文脱离了重量的束缚，反映了钱币地位的进一步确立和人们货币即财富观念。此后中国铜币改称「通宝」、「重宝」或「元宝」等，直至清末的「宣统通宝」，历时1290年，这一阶段属宝文钱制时期，宝文钱影响极为深远，日本、琉球、朝鲜、越南等国家所铸的地方铜币均以宝文钱命名，是中国历史上行用时间最久、最成功的铜币。

## 體制
开元通宝继承了秦半两、汉五铢货币的形状、大小，每枚直径8分（约24毫米），重2銖4絫（音：累，十絫合一铢)，一枚为一钱，十枚为一两。并由此演变出新的十进制重量单位—钱、两取代了过去的十二进制的銖、絫，其中的一钱（3.73克）即指开元钱一枚的重量。

## 分类

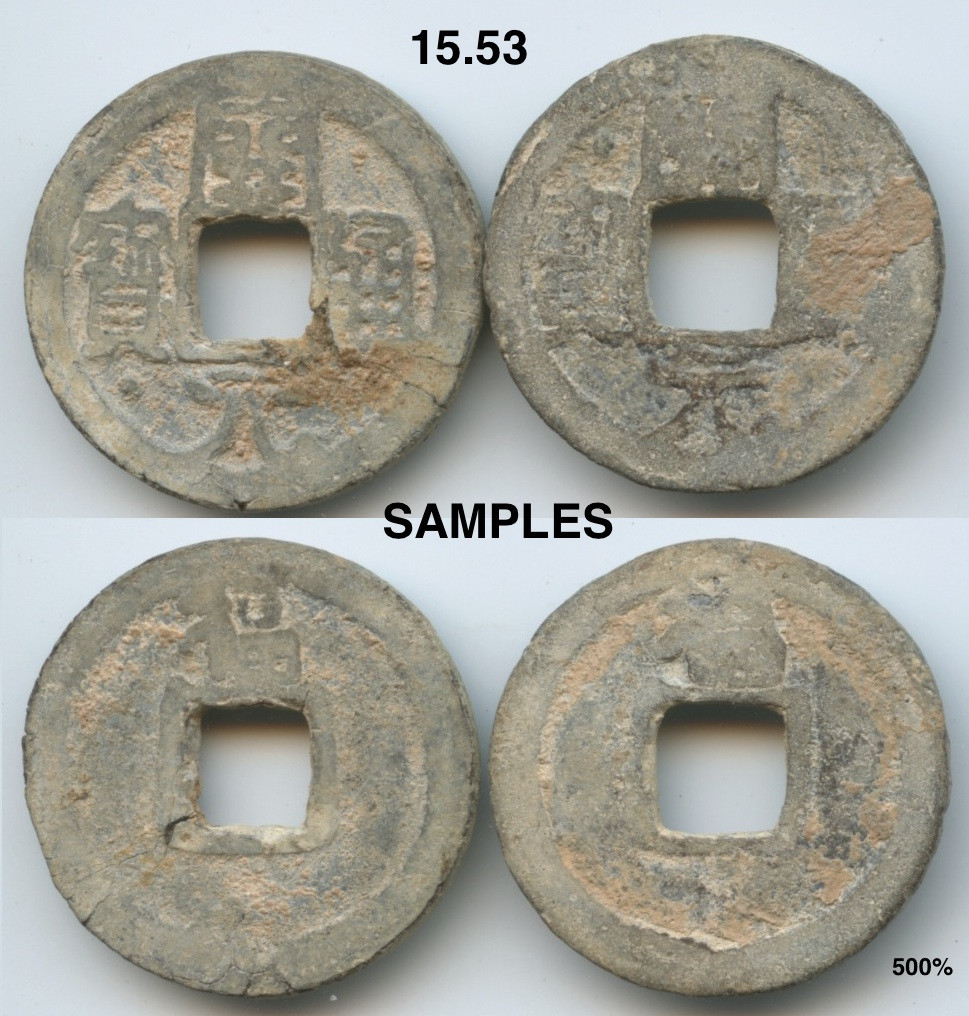
王审知时期闽国铸造的“会昌开元”，背有“福”字铸局名。

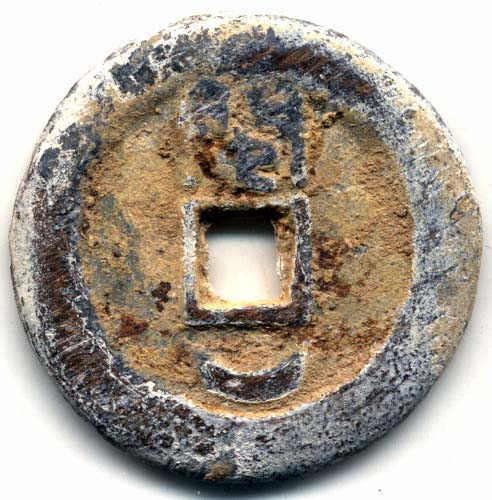
闽国铸造的“闽开元”，背文“闽”字。

- 初唐高祖李渊武德四年（621年）铸武德开元，钱文为欧阳询所书。
- 中唐铸月痕开元。
- 唐武宗会昌六年（846年）铸行会昌开元，后有州名。
- 五代十国时期，闽（殷）、马楚、南汉、南唐、后蜀、吴越等政权也铸有开元通宝。
- 闽王王审知在位期间，鉴于闽国铜元不足，于后梁贞明二年（916年）在福州铸造“开元通宝”小平钱（1文）和当十钱（10文）二种铅钱，与铜钱并用。同时铸造“开元通宝”小平铜钱，背文“闽”字，史称“闽开元”[6]。后梁龙德二年（922年），又铸造“开元通宝”大铁钱。并厘订铜、铅、铁三种钱的兑换比价，民间按规定比价使用[7]。
- 殷天德二年（944年），殷国铸“开元通宝”小平铅钱，背“殷”字[8]。
- 小径的开元通宝，多为民间私铸。
- 唐代詩人張祜《退宮人》一詩有「開元皇帝掌中憐，流落人間二十年。長說承天門上宴，百僚樓下拾金錢。」的詩句。據說唐玄宗常在承天門樓上設宴娛樂，筵席間興緻高昂時，便向樓下拋撒金錢作為賞賜。詩中提到的「金錢」指的是「金開元通寶」，它不用於流通，而僅供賞玩。何家村唐代窖藏曾經一次出土过「金開元通寶」三十枚，「銀開元通寶」四百二十一枚，是錢幣收藏史上一次大發現，也是「金開元通寶」的首次發現。

## 开元通宝与年号
“开元”是唐玄宗的一个年号，而“开元通宝”是以“开元”和“通宝”命名的，始铸于公元621年，与100年后的“开元”年号无关，“开元通宝”并非年号钱，“开元通宝”也不是唐玄宗（712年-756年在位）时期才开始使用的货币。唐高祖的年号为“武德”，之所以没有以“武德通宝”而以“开元通宝”命名，其主要原因是年号钱在当时没有市场，如唐高宗的“乾封泉宝”仅铸行8个月，年号钱是在唐朝以后才真正开始盛行，如“永乐通宝”。“开元”时代以前的“开元通宝”在湖北安陆吴王李恪妃杨氏墓（公元637年）、咸阳长乐公主墓（公元643年）、西安伟儿墓（公元647年）、陕西弘乾郑仁泰墓（公元664年）、湖北郧县李徽墓（公元684年）、河南偃师李守一墓（公元693年）、西安郭暠墓（公元695年）、陕西乾县永泰公主墓（公元706年），西安郭桓墓（公元708年）皆有出土。

## 影响

### 對中國影響
“开元”意为开辟新纪元。“开元通宝”的铸行，取代了中国历史上从西汉至唐朝流通739年时间的五铢钱，也结束中国古货钱币自秦国铸行的“一两钱”以重量为钱文的957年历史，在中国货币史上是一种重大的改革，使中国货币从记重的“銖两制”演进到按数记值的货币制度，钱币不再以重量为名称，而以“通宝”、“元宝”或“重宝”命名的年号、国号钱。“开元通宝”影响了中国此后的钱币的形制、钱文模式和十进位衡法，并沿袭了约1300年之久至中华民国的「民国通宝」。

### 對鄰國影響
“開元通寶”对周边的日本、朝鲜、琉球、越南及中亚等地区产生了及其深远的影响。
在越南，由於曾為唐朝屬地，受安南都護府管轄，“開元通寶”亦在當地流通。一直到後世的陳朝時期所鑄造的貨幣，仍與“開元通寶”有相似之處，反映了“開元通寶”對越南貨幣發展有深遠影響。
日本模仿唐朝的开元通宝，自铸铜币“和同开珎”。钱文“珎”字可能是“寳”字的简化写法。